# 月之戀人
《月之戀人》，是一部日本電視劇，於2010年5月10日開始每週一21:00－21:54（日本標準時間）於富士電視台播出。該劇由木村拓哉、篠原涼子、林志玲、松田翔太與北川景子等人主演。第一話播放時間延長15分鐘，最終話播放時間延長69分鐘。

## 簡介
本劇是2008年的《CHANGE》播出後，木村拓哉再次領銜主演的月九連續劇，共同參與演出的有自《派遣女王》（日本電視台，2007年1月期）後3年皆未演出連續劇的篠原涼子、2009年參演SMAP單曲《悄悄地 緊緊地》（そっと きゅっと）PV的台灣第一名模林志玲、日本偶像劇《詐欺遊戲》主角松田翔太、2009年7月與山下智久共演月9《零秒出手》白河莉子一角的北川景子。
主題歌由久保田利伸所創作，這是自14年前木村主演《長假》（1996年4月期）後，兩人第二次合作。

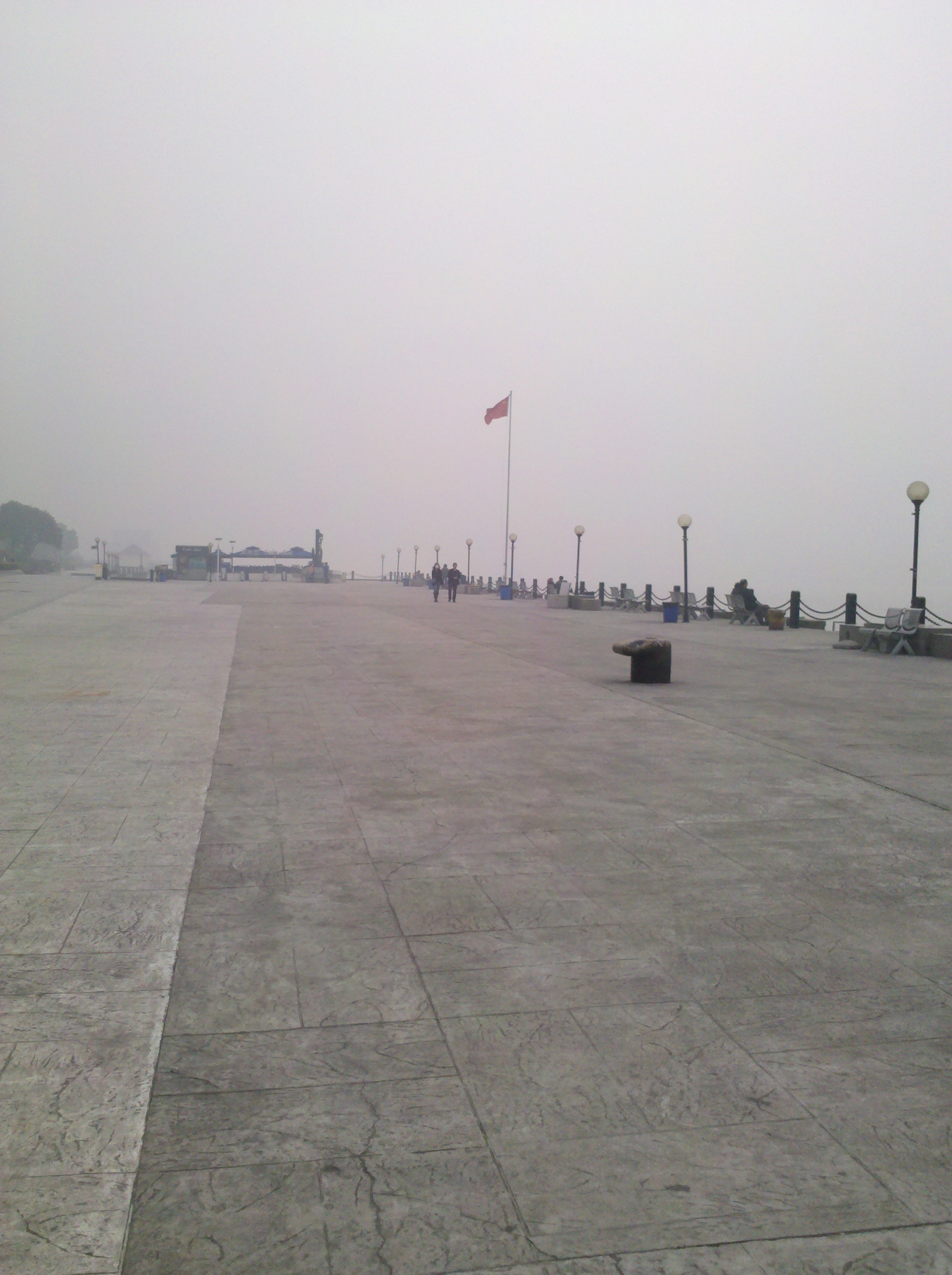
在上海取景的景点之一滨江公园

## 劇情
室内设计家具公司“Regolith”（萊格利斯，意指「月面土壤」）社長葉月蓮介（木村拓哉 飾），在公司即將成為國內市佔率最大的傢俱公司時，同時也面對人生裡的重大挑戰。此時，三位女子也闖入他的生活。
使蓮介的生活發生遽變的三位女子，分別為莲介的同學兼同事─室内设计师二宮真繪美（篠原涼子 飾）、台灣女子劉秀美（林志玲 飾）、以及一心想獲得莲介青睞的「Masterpole」（標竿）社長女儿兼人气模特兒大貫柚月（北川景子飾）。與這三位女性的相識，蓮介的人生也跟著改變。

## 演員
- 葉月蓮介（35歲）- 木村拓哉 飾演（粵語配音：蘇強文）

為達目的不擇手段的商場菁英。在發展迅速的“Regolith”製造廠擔任總監，個性深沉內斂。周旋在三位女性中逐漸體認內心真正情感，在第6話遭到連署被罷黜社長一職，最終發現自己最愛的還是二宮，並與二宮結婚。
- 二宮真繪美（35歲）- 篠原涼子 飾演（粵語配音：鄭麗麗）

蓮介的大學同學，主修室內設計，暗戀蓮介，默默付出，第7話中向風見遞出辭呈，伴隨蓮介離去、最終和蓮介結婚。
- 劉秀美（28歲）- 林志玲 飾演（粵語配音：周筠）

來自中國江西省，居住在上海直辖市，是個美麗而堅強的女工，在首集末變身為亮眼女模。第2話發現被蓮介利用，旋即展開報復，到日本的真正目的乃是尋找生父。第3話出現自稱是秀美生父者，第6話離開日本回上海，第7話末返日，最終了解蓮介愛的是二宮，最後回上海進入演藝圈當上明星。
- 蔡風見（25歲）- 松田翔太 飾演（粵語配音：黃榮璋）

蓮介的部下，中裔日本人。不知道在聰明冷酷的外表下隱藏著什麼秘密，單戀著二宮。第3話中與真繪美告白，第7話當上萊格利斯社長。
- 大貫柚月（23歲）- 北川景子 飾演（粵語配音：劉惠雲）

「MasterPole」社長的女兒，人氣模特兒，單戀蓮介，是個對蓮介能付出一切的女性，第7話在中華料理店幫忙，跟蓮介告白被拒絕，最終回歸模特兒身份。
- 嶺岡康之（42歲）- 平井慈英 飾演（粵語配音：陳欣）

「Regolith」社員。因為在會議場合被蓮介指謫能力不足而對公司心生不滿，第3話向「MasterPole」的大貫洩漏Regolith的廣告你念與設計等廣告企劃，第4話從Regolith辭職。
- 小泉桂一（28歲）- 水上劍星 飾演（粵語配音：陳卓智）

「Regolith」社员。商品部部長，頭腦清晰。
- 愛留加（エルカ，23歲）- 西山茉希 飾演（粵語配音：羅杏芝）

柚月的模特同行兼好友。和柚月情同姊妹，爆發力強且不顧後果。
- 前原繼男（25歲）- 濱田岳 飾演

真繪美的助手。
- 安齋莉奈（安齋リナ，25歲）- 滿島光 飾演（粵語配音：林芷筠）

真繪美的助手。因為憧憬真繪美的作品而成為她的助手。相當信賴真繪美。對蓮介的事也興趣津津。
- 笠原由紀（23歲）- 中村友理 飾演

「Regolith」社員。隸屬於營業企劃部。實質工作是蓮介的秘書。一流大學出身的才女。
- 丸山鐵二 - 竹中直人 飾演（粵語配音：張炳強）

中華料理店「田雞」的常客。謎一樣的男人。
- 明（30歲）- 阿部力 飾演

秀美的親友，和秀美情同手足，最終回中成為秀美保鑣。
- 時田良三 - 溫水洋一 飾演（粵語配音：盧國權）

中华料理店「田雞」的老闆。
- 雉畑藤吾（45歲）- 渡邊一惠 飾演（粵語配音：梁志達）

「Regolith」幹事。蓮介創業初期起的部下，感嘆利益優先的蓮介任意裁員，對其冷酷的行徑感到不堪。中國工廠的負責人，但第6話時因為背負醜聞引咎辭職。
- 大貫照源（60歲）- 長塚京三 飾演（粵語配音：譚炳文）

柚月的父亲，是室内设计行业领头公司「MasterPole」的社長，看重蓮介的才幹。不過對於「Regolith」趕上市場佔有率的感覺十分焦躁。知曉女兒柚月主動追求蓮介的事，感到十分厭煩。
- 葉月蓮介的母親（65歲）- 倍賞美津子 飾演（第6、7話登場）（粵語配音：蔡惠萍）

## 工作人員
- 原作：道尾秀介《月之戀人Moon Lovers》（新潮社出版）
- 腳本：淺野妙子、池上純哉、高橋幹子、山上ちはる
- 腳本協助：古家和尚（第1話）、高橋幹子
- 音樂：高見優
- 音樂製作人：志田博英
- 製作人：後藤博幸、村瀨健
- 導演：西谷弘（第1.8話）、平野真、石井祐介
- 監製：小澤良介、藤原敬介
- 製作：富士電視台連續劇製作中心
- 製作·著作：富士電視台

## 主題曲
- 久保田利伸《LOVE RAIN ～戀之雨～》（SME Records）

## 收視率
Video Research公司在關東地區收視率調查顯示，第一話平均收視率是22.4％，瞬間最高收視率達到24.5％，第二話收視率由22.4％下降3.2％至19.2％。第3回因足球友誼賽日本vs韓國隊使得收視率再次滑落至15.6％，創下木村收視第2低紀錄，最低紀錄為快遞高手第3話15.5％。第4話繼續下滑0.1％，但第5話中再度回升為17.4％，片尾出現了最終章字樣。第6回與世足日本隊比賽同時段使得收視率再次下滑為13.4％。當時春季日劇之冠為《臨場2》。第一回結束後立即播出《SMAP×SMAP月戀，第一回直播特別節目》，由本劇參演的篠原涼子、林志玲、北川景子等3人擔任來賓，並播放久保田利伸創作的月之戀人主題曲《LOVE RAIN ～戀之雨～》。同時，這也替《SMAP×SMAP》創下近幾年難得的高收視率（20.4％）。
| 集數                                              | 播放日期      | 中文標題                                                                                    | 日文標題 | 導演                        | 劇本                         | 收視率 | 備註     |
| ------------------------------------------------- | ------------- | ------------------------------------------------------------------------------------------- | -------- | --------------------------- | ---------------------------- | ------ | -------- |
| 第1月                                             | 2010年5月10日 | 想要你                                                                                      |          | 西谷弘                      | 淺野妙子 池上純哉            | 22.4%  | 15分延長 |
| 第2月                                             | 2010年5月17日 | 不可能的吻                                                                                  |          | 平野真                      | 淺野妙子                     | 19.2%  | －       |
| 第3月                                             | 2010年5月24日 | 報復的求婚                                                                                  |          | 平野真                      | 淺野妙子                     | 15.6%  | －       |
| 第4月                                             | 2010年5月31日 | 明明是這麼的喜歡…                                                                           |          | 石井祐介                    | 淺野妙子                     | 15.5%  | －       |
| 第5月                                             | 2010年6月07日 | 要是說出喜歡就好了                                                                          |          | 平野真                      | 淺野妙子                     | 17.4%  | －       |
| 第6月                                             | 2010年6月14日 | 最終章序幕・分離                                                                            |          | 石井祐介                    | 淺野妙子                     | 13.4%  | －       |
| 第7月                                             | 2010年6月28日 | 兩人同學會                                                                                  |          | 平野真                      | 淺野妙子 高橋幹子 山上ちはる | 14.4%  | －       |
| 最終月                                            | 2010年7月05日 | 再見了葉月蓮介！ 發佈3位女性的最後訊息！ 最終愛情故事迎接著衝擊性結果！ 淚水，向淚水的告終… |          | 前篇﹕石井祐介 後篇﹕西谷弘 | 淺野妙子                     | 16.2%  | 69分延長 |
| 平均收視率16.8%（Video Research公司調查關東地區） |               |                                                                                             |          |                             |                              |        |          |

## 關聯書籍
- 原作：道尾秀介《月之戀人Moon Lovers》

本劇的原作小說。由新潮社於2010年5月30日發售。ISBN 9784103003342
原作中出現許多電視版不曾出現的人物，劇情鋪陳也不盡相同。關於這點據作者的後記表示，「兩者都不是最正確的」。

## 外部連結
- 日本官方網站
- 台灣官方網站 （页面存档备份，存于）

## 作品的變遷
| 日本富士電視台 週一晚間九點連續劇星期一21:00至21:54    | 日本富士電視台 週一晚間九點連續劇星期一21:00至21:54 | 日本富士電視台 週一晚間九點連續劇星期一21:00至21:54 |
| ------------------------------------------------------ | --------------------------------------------------- | --------------------------------------------------- |
|                                                        | 月之戀人～Moon Lovers～ （2010.5.10 - 2010.7.5）    |                                                     |
| Code Blue急症直升機醫生第二季 （2010.1.1 - 2010.3.22） | 彩虹閃耀夏之戀 （2010.7.19 - 2010.9.20）            |                                                     |

| 台灣緯來日本台 星期一至五21:00至22:00 | 台灣緯來日本台 星期一至五21:00至22:00   | 台灣緯來日本台 星期一至五21:00至22:00 |
| ------------------------------------- | --------------------------------------- | ------------------------------------- |
|                                       | 月之戀人 （2011.1.6 - 2011.1.18）       |                                       |
| 推特男女 （2010.12.22 - 2011.1.5）    | 不良仔與眼鏡妹 （2011.1.19 - 2011.2.1） |                                       |

| 香港 無線集台 星期六 17:30-19:15                                | 香港 無線集台 星期六 17:30-19:15     | 香港 無線集台 星期六 17:30-19:15   |
| --------------------------------------------------------------- | ------------------------------------ | ---------------------------------- |
|                                                                 | 月之戀人 （2011.01.29 - 2011.02.19） |                                    |
| （2010.12.18 - 2011.01.22）                                     | （2011.02.26）                       |                                    |
| 香港 J2 星期六 21:35-22:35 2012年2月18日、4月14日 21:30 - 22:50 |                                      |                                    |
| 交響情人夢 最終樂章 電影版 後篇 （2012.02.11）                  | 月之戀人 （2012.02.18 - 2011.02.19） | 全開女孩 （2012.04.21-2012.06.30） |